# Garmerwolderpolder
De Garmerwolderpolder is een voormalig waterschap in de provincie Groningen.
De polder lag ten noorden en zuiden van Garmerwolde. De noordwestgrens was de Stadsweg, de noordoostgrens de watergang het Rottegat, de zuidoostgrens lag langs het Damsterdiep en de zuidwestgrens lag bij de Borgsloot. De molen die uitsloeg op het Damsterdiep stond in het dorp Garmerwolde aan de Oude Rijksweg, op de plek waar nu het gemaal staat.
Waterstaatkundig gezien ligt het gebied sinds 2000 binnen dat van het waterschap Noorderzijlvest.